# Гузин, Пётр Адамович
Пётр Адамович Гузин (1900, Ханженково — Ханженково) — передовик советского сельского хозяйства, председатель колхоза «Гигант» Тульского района Адыгейской автономной области (ныне — Республики Адыгея) Герой Социалистического Труда (06.05.1948).

## Биография
Родился в 1900 году в городе Ханженково Донецкой области. Восемнадцатилетним вступил в Красную армию, участвовал в разгроме белоказаков в Донбассе, басмачей в Средней Азии.
В канун коллективизации партия посылает донецкого рабочего, на Кубань. Находясь на руководящей партийной и хозяйственной работе, двадцатипятитысячник Гузин активно участвует в борьбе с кулачеством, в организации и укреплении колхозов в Майкопском и Тульском районах.
До войны П. А. Гузин был директором Майкопского овощемолочного совхоза, заместителем директора Майкопской опытной станции Всесоюзного института растениеводства, а в 1940 году был избран председателем абадзехского колхоза «Гигант».
В годы Великой Отечественной войны П. А. Гузин, работая председателем колхоза, многое сделал, чтобы обеспечить фронт хлебом и другими продуктами питания и для укрепления оборонительных рубежей. В указе Президиума Верховного Совета СССР от 21 февраля 1942 года говорится: 

За образцовое выполнение заданий Правительства по строительству укреплённых рубежей против немецких захватчиков и проявленное при этом мужество, наградить орденом «Знак Почёта» Гузина Петра Адамовича — председателя колхоза, бригадира землекопов.— 
.
9 августа 1942 года фашисты оккупировали Майкоп и Тульский район. П. А. Гузин уходит в партизанский отряд «За Родину № 1». Ни днём, ни ночью народные мстители не давали покоя фашистам.
За заслуги в организации партизанского движения и в борьбе с фашистскими захватчиками П. А. Гузин награждён медалью «Партизану Отечественной войны» I степени.
После освобождения района от фашистов Пётр Адамович вновь возглавляет колхоз «Гигант» и прилагает все свои силы, энергию, чтобы восстановить и поднять разрушенное хозяйство. По урожайности полей и продуктивности ферм Абадзехский колхоз «Гигант» был всегда впереди в Тульском районе.
Рекордный урожай собрали труженики колхоза в послевоенном 1947 году. 58-гектарный участок дал по 31,81 центнера озимой пшеницы с гектара. Высокий урожай был получен и на других участках.
Указом Президиума Верховного Совета СССР от 6 мая 1948 года председателю колхоза П. А. Гузину и звеньевой А. И. Зуевой (Улитиной) присвоены звания Героя Социалистического Труда с вручением ордена Ленина и золотой медали «Серп и Молот».
Работал директором лесозаготовительного участка Ростовского топливного отдела горисполкома (ГОРТОПа), председателем Абадзехского сельского Совета. Неоднократно избирался членом Тульского (позднее Майкопского) райкома партии и депутатом районного Совета народных депутатов.
В 1953 году переехал в город Донецк, работал заместителем начальника стройуправления № 7 треста «Донецкжилстрой».
В 1967 году награждён орденом Красного Знамени в честь 50-летия Великой Октябрьской Революции (28.10.1967).
Персональный пенсионер союзного значения, жил и умер в городе Ханженково Донецкой области.

## Память
- На могиле установлен надгробный памятник.
- Имя Героя золотыми буквами вписано на мемориальной доске в Краснодаре.